# Romance (agence)
 (mars 2025).
Pour les articles homonymes, voir Romance.
Romance est une agence de communication française,,,,. Ses principaux clients sont Deliveroo, Intermarché, l'Armée de l'air et de l'espace, Audi, Aviva, la Fédération française de football pour l'Euro 2016 et plusieurs marques de Mondelez (Mikado, Belin).